# Lessy
Lessy település Franciaországban, Moselle megyében. Lakosainak száma 794 fő (2022. január 1.). Lessy Lorry-lès-Metz, Châtel-Saint-Germain, Plappeville és Scy-Chazelles községekkel határos.

## Népesség
A település népességének változása:
| Lakosok száma | 585  | 728  | 763  | 868  | 772  | 746  | 745  | 736  | 736  | 794  |
|               | 1968 | 1982 | 1990 | 2006 | 2013 | 2015 | 2017 | 2019 | 2020 | 2022 |